# Zethus sculpturalis
Zethus sculpturalis är en stekelart som beskrevs av Smith 1857. Zethus sculpturalis ingår i släktet Zethus och familjen Eumenidae. Inga underarter finns listade i Catalogue of Life.